# 北浜街道
北浜街道（きたはまかいどう）は、青森県八戸市とむつ市、川台を結ぶ街道。

## 概要
幕政時代、八戸城下と北郡田名部を結ぶ南部藩の脇街道。「海辺道」と言われた浜街道の八戸以北の太平洋岸の海岸通り。
八戸城下から三戸郡下市川村へ至る区間は八戸藩市川街道として、その後盛岡藩の街道として東通村小田野沢まで北上した後は二つの道筋に分かれ、一つは海岸線に沿って尻屋を経由して、田名部に直行する道で、もうひとつは巡見使も通行した、小田野沢－砂子又－田屋－田名部へと出る「巡見使道」といわれ道である。

## 宿場・伝馬継所
- 八戸城下
- 百石
- 岡三沢
- 平沼
- 尾駮（おぶち）
- 泊村
- 白糠
- 小田野沢
- 猿ヶ森
- 尻労（しつかり）
- 尻屋
- 岩屋
- 野牛
- 蒲野沢
- 目名
- 大利
- 田名部

巡見使道
- 小田野沢
- 砂子又
- 田屋
- 田名部

　（安政4年(1857年)2月）

## 参考資料
- 青森県史編さん近世部会『青森県史 資料編 近世篇 4 南部１ 盛岡藩』青森県、2003年3月3日。
- 青森県史編さん近世部会『青森県史 資料編 近世篇 5 南部２ 八戸藩』青森県、2011年3月31日。
- むつ市史編さん委員会『むつ市史 近世 編』青森県むつ市、1988年3月31日。
- 「角川日本地名大辞典」編纂委員会『角川日本地名大辞典 2 青森県』角川書店、1985年12月1日。ISBN 4-04-001020-5。